# Liga Panameña de Fútbol Apertura 2010
La Liga Panameña de Fútbol Apertura 2010, oficialmente por motivo de patrocinio Copa Digicel Apertura 2010 fue la XXXIII edición del torneo de la Liga Panameña de Fútbol, esta temporada de la Primera División, concluyó en el primer semestre del año próximo, con la disputa del Torneo Clausura 2011. La primera jornada se jugó finales del mes de julio; los días viernes 30, sábado 31 y domingo 1 de agosto de 2010.
La final fue jugada en el estadio Rommel Fernández de la capital panameña, en donde se enfrentó el Tauro Fútbol Club y el San Francisco Fútbol Club el viernes 17 de diciembre de 2010 en el que resultó campeón el equipo Taurino, asegurando un cupo para la Concacaf Liga Campeones 2011-2012.

## Datos de la LPF Apertura 2010

### Equipos en la temporada LPF Apertura 2010
| Equipo                 | Ciudad           | Estadio                         | Capacidad |
| ---------------------- | ---------------- | ------------------------------- | --------- |
| Alianza FC             | Ciudad de Panamá | Luis Ernesto Tapia              | 900       |
| Atlético Chiriquí      | David            | Estadio San Cristóbal           | 2.500     |
| Atlético Veragüense    | Santiago         | Estadio Aristocles Castillo     | 2.500     |
| CD Árabe Unido         | Colón            | Estadio Armando Dely Valdés     | 4.000     |
| CD Plaza Amador        | Ciudad de Panamá | Estadio Javier Cruz             | 2.500     |
| Chepo FC               | Chepo            | Luis Ernesto Tapia              | 900       |
| Chorrillo FC           | Ciudad de Panamá | Estadio Javier Cruz             | 2.500     |
| San Francisco FC       | La Chorrera      | Estadio Agustín Muquita Sánchez | 8.000     |
| Sporting San Miguelito | San Miguelito    | Luis Ernesto Tapia              | 900       |
| Tauro FC               | Ciudad de Panamá | Luis Ernesto Tapia              | 900       |

## Estadísticas de la LPF Apertura 2010

### Tabla general[1]
| LPF Apertura 2010 | LPF Apertura 2010      | LPF Apertura 2010 | LPF Apertura 2010 | LPF Apertura 2010 | LPF Apertura 2010 | LPF Apertura 2010 | LPF Apertura 2010 | LPF Apertura 2010 | LPF Apertura 2010 |
| Equipo            | Equipo                 | Pts               | PJ                | G                 | E                 | P                 | GF                | GC                | DIF               |
| ----------------- | ---------------------- | ----------------- | ----------------- | ----------------- | ----------------- | ----------------- | ----------------- | ----------------- | ----------------- |
| 1                 | Tauro FC               | 37                | 18                | 11                | 4                 | 3                 | 27                | 14                | 13                |
| 2                 | Deportivo Árabe Unido  | 33                | 18                | 10                | 4                 | 4                 | 22                | 17                | 5                 |
| 3                 | San Francisco FC       | 33                | 18                | 9                 | 7                 | 3                 | 26                | 18                | 8                 |
| 4                 | Chorrillo FC           | 27                | 18                | 7                 | 6                 | 5                 | 23                | 20                | 3                 |
| 5                 | Sporting San Miguelito | 26                | 18                | 7                 | 5                 | 6                 | 23                | 20                | 3                 |
| 6                 | CD Plaza Amador        | 24                | 18                | 7                 | 3                 | 8                 | 24                | 8                 | -24               |
| 7                 | Alianza FC             | 23                | 18                | 6                 | 5                 | 7                 | 21                | 18                | 3                 |
| 8                 | Atlético Chiriquí      | 19                | 18                | 4                 | 7                 | 7                 | 22                | 29                | -7                |
| 9                 | Chepo FC               | 14                | 18                | 4                 | 2                 | 12                | 12                | 14                | -9                |
| 10                | Atlético Veraguense    | 11                | 18                | 3                 | 2                 | 13                | 13                | 28                | -15               |

- Pts=Puntos; PJ=Partidos jugados; G=Partidos ganados; E=Partidos empatados; P=Partidos perdidos; GF=Goles a favor; GC=Goles en contra; DIF=Diferencia de gol

|  | Clasificado a las semifinales. |

### Semifinales
|  | Semifinales           | Semifinales           | Semifinales      |                  |          | Final    | Final | Final |  |
|  |                       |                       |                  |                  |          |          |       |       |  |
|  |                       |                       |                  |                  |          |          |       |       |  |
|  | Tauro FC              | Tauro FC              | 0                |                  |          |          |       |       |  |
|  | Tauro FC              | Tauro FC              | 0                |                  |          |          |       |       |  |
|  | Chorrillo FC          | Chorrillo FC          | 0                |                  |          |          |       |       |  |
|  | Chorrillo FC          | Chorrillo FC          | 0                |                  | Tauro FC | Tauro FC | 1     |       |  |
|  |                       |                       |                  |                  | Tauro FC | Tauro FC | 1     |       |  |
|  |                       |                       | San Francisco FC | San Francisco FC | 0        |          |       |       |  |
|  | Deportivo Árabe Unido | Deportivo Árabe Unido | San Francisco FC | San Francisco FC | 0        | 0        |       |       |  |
|  | Deportivo Árabe Unido | Deportivo Árabe Unido |                  |                  |          | 0        |       |       |  |
|  | San Francisco FC      | San Francisco FC      | 0                |                  |          |          |       |       |  |
|  | San Francisco FC      | San Francisco FC      | 0                |                  |          |          |       |       |  |
|  |                       |                       |                  |                  |          |          |       |       |  |

### Tabla final
| Primeros Lugares | Primeros Lugares      |
| ---------------- | --------------------- |
| 1                | Tauro FC              |
| 2                | San Francisco FC      |
| 3                | Deportivo Árabe Unido |
| 4                | Chorrillo FC          |

|  | Clasificado a la Concacaf Liga Campeones. |

## Jornadas de la fase regular[2]

### Jornada 1[3]
| Fecha               | Lugar                           | Local                  | Resultado | Visitante           |
| ------------------- | ------------------------------- | ---------------------- | --------- | ------------------- |
| 30 de julio de 2010 | Mini Rommel                     | Sporting San Miguelito | 1:0       | Atlético Veraguense |
| 30 de julio de 2010 | Estadio Agustín Muquita Sánchez | San Francisco FC       | 2:2       | Chorrillo FC        |
| 31 de julio de 2010 | Estadio Rommel Fernández        | Deportivo Árabe Unido  | 1:1       | Tauro FC            |
| 1 de agosto de 2010 | Mini Rommel                     | Alianza FC             | 1:0       | Chepo FC            |
| 1 de agosto de 2010 | Estadio San Cristóbal           | Atlético Chiriquí      | 3:0       | CD Plaza Amador     |

### Jornada 2[4]
| Fecha               | Lugar                       | Local               | Resultado | Visitante              |
| ------------------- | --------------------------- | ------------------- | --------- | ---------------------- |
| 6 de agosto de 2010 | Estadio Javier Cruz         | Chorrillo FC        | 0:1       | Deportivo Árabe Unido  |
| 6 de agosto de 2010 | Estadio Aristocles Castillo | Atlético Veraguense | 1:0       | Atlético Chiriquí      |
| 6 de agosto de 2010 | Mini Rommel                 | Chepo FC            | 2:0       | San Francisco FC       |
| 7 de agosto de 2010 | Mini Rommel                 | Tauro FC            | 0:0       | Sporting San Miguelito |
| 8 de agosto de 2010 | Estadio Javier Cruz         | CD Plaza Amador     | 1:0       | Alianza FC             |

### Jornada 3[5]
| Fecha                | Lugar                           | Local                  | Resultado | Visitante       |
| -------------------- | ------------------------------- | ---------------------- | --------- | --------------- |
| 13 de agosto de 2010 | Estadio Aristocles Castillo     | Atlético Veraguense    | 0:2       | Tauro FC        |
| 13 de agosto de 2010 | Estadio Agustín Muquita Sánchez | San Francisco FC       | 2:2       | CD Plaza Amador |
| 13 de agosto de 2010 | Mini Rommel                     | Sporting San Miguelito | 0:1       | Chorrillo FC    |
| 14 de agosto de 2010 | Estadio Armando Dely Valdés     | Deportivo Árabe Unido  | 1:0       | Chepo FC        |
| 15 de agosto de 2010 | Mini Rommel                     | Atlético Chiriquí      | 0:0       | Alianza FC      |

### Jornada 4[6]
| Fecha                | Lugar               | Local           | Resultado | Visitante              |
| -------------------- | ------------------- | --------------- | --------- | ---------------------- |
| 20 de agosto de 2010 | Estadio Javier Cruz | Chorrillo FC    | 2:0       | Atlético Veraguense    |
| 20 de agosto de 2010 | Mini Rommel         | Tauro FC        | 2:2       | Atlético Chiriquí      |
| 21 de agosto de 2010 | Mini Rommel         | Alianza FC      | 1:2       | San Francisco FC       |
| 21 de agosto de 2010 | Estadio Javier Cruz | CD Plaza Amador | 2:3       | Deportivo Árabe Unido  |
| 22 de agosto de 2010 | Mini Rommel         | Chepo FC        | 1:1       | Sporting San Miguelito |

### Jornada 5[7]
| Fecha                | Lugar                       | Local                  | Resultado | Visitante        |
| -------------------- | --------------------------- | ---------------------- | --------- | ---------------- |
| 27 de agosto de 2010 | Mini Rommel                 | Tauro FC               | 1:1       | Chorrillo FC     |
| 28 de agosto de 2010 | Estadio Aristocles Castillo | Atlético Veraguense    | 0:3       | Chepo FC         |
| 28 de agosto de 2010 | Mini Rommel                 | Sporting San Miguelito | 2:1       | CD Plaza Amador  |
| 29 de agosto de 2010 | Estadio Armando Dely Valdés | Deportivo Árabe Unido  | 2:1       | Alianza FC       |
| 29 de agosto de 2010 | Estadio San Cristóbal       | Atlético Chiriquí      | 2:2       | San Francisco FC |

- El Mini Rommel cambia de nombra a: Luis Ernesto Tapia.

### Jornada 6[8]
| Fecha                   | Lugar                           | Local            | Resultado | Visitante              |
| ----------------------- | ------------------------------- | ---------------- | --------- | ---------------------- |
| 4 de septiembre de 2010 | Estadio Javier Cruz             | CD Plaza Amador  | 0:1       | Atlético Veraguense    |
| 4 de septiembre de 2010 | Luis Ernesto Tapia              | Alianza FC       | 2:3       | Sporting San Miguelito |
| 4 de septiembre de 2010 | Estadio Agustín Muquita Sánchez | San Francisco FC | 2:1       | Deportivo Árabe Unido  |
| 5 de septiembre de 2010 | Luis Ernesto Tapia              | Chepo FC         | 1:0       | Tauro FC               |
| 5 de septiembre de 2010 | Estadio Javier Cruz             | Chorrillo FC     | 4:1       | Atlético Chiriquí      |

### Jornada 7[9]
| Fecha                    | Lugar                       | Local                  | Resultado | Visitante             |
| ------------------------ | --------------------------- | ---------------------- | --------- | --------------------- |
| 10 de septiembre de 2010 | Estadio Javier Cruz         | Chorrillo FC           | 1:0       | Chepo FC              |
| 10 de septiembre de 2010 | Estadio Aristocles Castillo | Atlético Veraguense    | 1:4       | Alianza FC            |
| 11 de septiembre de 2010 | Estadio San Cristóbal       | Atlético Chiriquí      | 1:1       | Deportivo Árabe Unido |
| 11 de septiembre de 2010 | Luis Ernesto Tapia          | Sporting San Miguelito | 0:1       | San Francisco FC      |
| 12 de septiembre de 2010 | Luis Ernesto Tapia          | Tauro FC               | 2:0       | CD Plaza Amador       |

### Jornada 8[10]
| Fecha                    | Lugar                           | Local                 | Resultado | Visitante              |
| ------------------------ | ------------------------------- | --------------------- | --------- | ---------------------- |
| 17 de septiembre de 2010 | Estadio Javier Cruz             | CD Plaza Amador       | 5:4       | Chorrillo FC           |
| 17 de septiembre de 2010 | Estadio Agustín Muquita Sánchez | San Francisco FC      | 1:0       | Atlético Veraguense    |
| 18 de septiembre de 2010 | Luis Ernesto Tapia              | Alianza FC            | 1:2       | Tauro FC               |
| 18 de septiembre de 2010 | Estadio Armando Dely Valdés     | Deportivo Árabe Unido | 0:1       | Sporting San Miguelito |
| 19 de septiembre de 2010 | Estadio Javier Cruz             | Chepo FC              | 0:1       | Atlético Chiriquí      |

### Jornada 9[11]
| Fecha                    | Lugar                       | Local                  | Resultado | Visitante             |
| ------------------------ | --------------------------- | ---------------------- | --------- | --------------------- |
| 24 de septiembre de 2010 | Luis Ernesto Tapia          | Tauro FC               | 1:2       | San Francisco FC      |
| 24 de septiembre de 2010 | Estadio Aristocles Castillo | Atlético Veraguense    | 0:0       | Deportivo Árabe Unido |
| 25 de septiembre de 2010 | Estadio Javier Cruz         | Chorrillo FC           | 1:0       | Alianza FC            |
| 25 de septiembre de 2010 | Luis Ernesto Tapia          | Chepo FC               | 0:0       | Plaza Amador          |
| 26 de septiembre de 2010 | Luis Ernesto Tapia          | Sporting San Miguelito | 5:1       | Atlético Chiriquí     |

### Jornada 10[12]
| Fecha                | Lugar                       | Local               | Resultado | Visitante              |
| -------------------- | --------------------------- | ------------------- | --------- | ---------------------- |
| 1 de octubre de 2010 | Estadio Aristocles Castillo | Atlético Veraguense | 1:3       | Sporting San Miguelito |
| 1 de octubre de 2010 | Luis Ernesto Tapia          | CD Plaza Amador     | 2:1       | Atlético Chiriquí      |
| 2 de octubre de 2010 | Luis Ernesto Tapia          | Chepo FC            | 0:2       | Alianza FC             |
| 3 de octubre de 2010 | Luis Ernesto Tapia          | Tauro FC            | 3:1       | Deportivo Árabe Unido  |
| 3 de octubre de 2010 | Estadio Javier Cruz         | Chorrillo FC        | 1:1       | San Francisco FC       |

### Jornada 11[13]
| Fecha                 | Lugar                           | Local                  | Resultado | Visitante           |
| --------------------- | ------------------------------- | ---------------------- | --------- | ------------------- |
| 9 de octubre de 2010  | Estadio San Cristóbal           | Atlético Chiriquí      | 2:4       | Atlético Veraguense |
| 9 de octubre de 2010  | Luis Ernesto Tapia              | CD Plaza Amador        | 1:1       | CD Plaza Amador     |
| 9 de octubre de 2010  | Estadio Agustín Muquita Sánchez | San Francisco FC       | 3:0       | Chepo FC            |
| 10 de octubre de 2010 | Luis Ernesto Tapia              | Sporting San Miguelito | 2:3       | Tauro FC            |
| 10 de octubre de 2010 | Estadio Armando Dely Valdés     | Deportivo Árabe Unido  | 1:0       | Chorrillo FC        |

### Jornada 12[14]
| Fecha                 | Lugar               | Local           | Resultado | Visitante              |
| --------------------- | ------------------- | --------------- | --------- | ---------------------- |
| 15 de octubre de 2010 | Estadio Javier Cruz | Chorrillo FC    | 1:1       | Sporting San Miguelito |
| 15 de octubre de 2010 | Luis Ernesto Tapia  | Tauro FC        | 1:0       | Atlético Veraguense    |
| 16 de octubre de 2010 | Luis Ernesto Tapia  | Chepo FC        | 1:2       | Deportivo Árabe Unido  |
| 17 de octubre de 2010 | Estadio Javier Cruz | CD Plaza Amador | 2:3       | San Francisco FC       |
| 17 de octubre de 2010 | Luis Ernesto Tapia  | Alianza FC      | 2:1       | Atlético Chiriquí      |

### Jornada 13[15]
| Fecha                 | Lugar                           | Local                  | Resultado | Visitante       |
| --------------------- | ------------------------------- | ---------------------- | --------- | --------------- |
| 22 de octubre de 2010 | Luis Ernesto Tapia              | Sporting San Miguelito | 1:0       | Chepo FC        |
| 22 de octubre de 2010 | Estadio Agustín Muquita Sánchez | San Francisco FC       | 1:1       | Alianza FC      |
| 23 de octubre de 2010 | Estadio Armando Dely Valdés     | Deportivo Árabe Unido  | 2:1       | CD Plaza Amador |
| 23 de octubre de 2010 | Estadio Aristocles Castillo     | Atlético Veraguense    | 1:2       | Chorrillo FC    |
| 23 de octubre de 2010 | Estadio San Cristóbal           | Atlético Veraguense    | 0:1       | Tauro FC        |

### Jornada 14[16]
| Fecha                 | Lugar                           | Local            | Resultado | Visitante              |
| --------------------- | ------------------------------- | ---------------- | --------- | ---------------------- |
| 29 de octubre de 2010 | Estadio Agustín Muquita Sánchez | San Francisco FC | 0:1       | Atlético Chiriquí      |
| 29 de octubre de 2010 | Luis Ernesto Tapia              | CD Plaza Amador  | 1:0       | Sporting San Miguelito |
| 30 de octubre de 2010 | Estadio Javier Cruz             | Chorrillo FC     | 0:3       | Tauro FC               |
| 30 de octubre de 2010 | Luis Ernesto Tapia              | Alianza FC       | 2:0       | Deportivo Árabe Unido  |
| 31 de octubre de 2010 | Luis Ernesto Tapia              | Chepo FC         | 2:1       | Atlético Veraguense    |

### Jornada 15[17]
| Fecha                  | Lugar                       | Local                  | Resultado | Visitante        |
| ---------------------- | --------------------------- | ---------------------- | --------- | ---------------- |
| 6 de noviembre de 2010 | Luis Ernesto Tapia          | Tauro FC               | 2:0       | Chepo FC         |
| 6 de noviembre de 2010 | Estadio Aristocles Castillo | Atlético Veraguense    | 0:1       | CD Plaza Amador  |
| 6 de noviembre de 2010 | Estadio San Cristóbal       | Atlético Chiriquí      | 1:1       | Chorrillo FC     |
| 7 de noviembre de 2010 | Luis Ernesto Tapia          | Sporting San Miguelito | 1:2       | Alianza FC       |
| 7 de noviembre de 2010 | Estadio Armando Dely Valdés | Deportivo Árabe Unido  | 1:0       | San Francisco FC |

### Jornada 16[18]
| Fecha                   | Lugar                           | Local                 | Resultado | Visitante              |
| ----------------------- | ------------------------------- | --------------------- | --------- | ---------------------- |
| 12 de noviembre de 2010 | Luis Ernesto Tapia              | CD Plaza Amador       | 1:2       | Tauro FC               |
| 12 de noviembre de 2010 | Estadio Agustín Muquita Sánchez | San Francisco FC      | 0:0       | Sporting San Miguelito |
| 13 de noviembre de 2010 | Luis Ernesto Tapia              | Alianza FC            | 1:1       | Atlético Veraguense    |
| 14 de noviembre de 2010 | Luis Ernesto Tapia              | Chepo FC              | 0:1       | Chorrillo FC           |
| 14 de noviembre de 2010 | Estadio Armando Dely Valdés     | Deportivo Árabe Unido | 1:1       | Atlético Chiriquí      |

### Jornada 17[19]
| Fecha                   | Lugar                       | Local                  | Resultado | Visitante             |
| ----------------------- | --------------------------- | ---------------------- | --------- | --------------------- |
| 19 de noviembre de 2010 | Luis Ernesto Tapia          | Sporting San Miguelito | 0:2       | Deportivo Árabe Unido |
| 20 de diciembre de 2010 | Estadio Javier Cruz         | Chorrillo FC           | 1:2       | CD Plaza Amador       |
| 20 de diciembre de 2010 | Estadio Aristocles Castillo | Atlético Veraguense    | 1:2       | San Francisco FC      |
| 20 de diciembre de 2010 | Estadio San Cristóbal       | Atlético Veraguense    | 2:1       | Chepo FC              |
| 21 de diciembre de 2010 | Luis Ernesto Tapia          | Tauro FC               | 1:0       | Alianza FC            |

### Jornada 18[20]
| Fecha                   | Lugar                           | Local                 | Resultado | Visitante              |
| ----------------------- | ------------------------------- | --------------------- | --------- | ---------------------- |
| 28 de noviembre de 2010 | Estadio Javier Cruz             | CD Plaza Amador       | 2:1       | Chepo FC               |
| 28 de noviembre de 2010 | Luis Ernesto Tapia              | Alianza FC            | 0:0       | Chorrillo FC           |
| 28 de noviembre de 2010 | Estadio Agustín Muquita Sánchez | San Francisco FC      | 1:2       | Tauro FC               |
| 28 de noviembre de 2010 | Estadio Armando Dely Valdés     | Deportivo Árabe Unido | 2:1       | Atlético Veraguense    |
| 28 de noviembre de 2010 | Estadio San Cristóbal           | Atlético Chiriquí     | 2:2       | Sporting San Miguelito |

### Semifinales
| 3 de diciembre de 2010 | Chorrillo FC | 0:0 | Tauro FC | Estadio Javier Cruz, Ciudad de Panamá |  |
|                        |              |     |          | Asistencia: 1,000 espectadores        |  |

| 11 de diciembre de 2010 | Tauro FC | 0:0 (4:2) Penales | Chorrillo FC | Luis Ernesto Tapia, Ciudad de Panamá |  |
|                         |          |                   |              | Asistencia: 900 espectadores         |  |

| 3 de diciembre de 2010 | San Francisco FC | 0:0 | Deportivo Árabe Unido | Estadio Agustín Muquita Sánchez, La Chorrera |  |
|                        |                  |     |                       | Asistencia: 4,000 espectadores               |  |

| 11 de diciembre de 2010 | Deportivo Árabe Unido | 0:0 (2:3) Penales | San Francisco FC | Estadio Armando Dely Valdés, Ciudad de Colón |  |
|                         |                       |                   |                  | Asistencia: 1,500 espectadores               |  |

#### Final
| 1  | POR | Varcan Sterling       |     |
| 8  | DEF | Leonel Parris         |     |
| 16 | DEF | Eduardo Dasent        |     |
| 3  | DEF | Luis Moreno           |     |
| 23 | MED | Jean McLean           |     |
| 15 | MED | Marcos Sánchez        |     |
| 19 | MED | Johan Melo            | 72' |
| 12 | MED | Juan de Dios Pérez    |     |
| 7  | MED | Alexander Moreno      | 62' |
| 9  | DEL | Luis Gabriel Rentería | 79' |
| 5  | DEL | Temistocles Pérez     |     |
| DT | DT  | Juan Carlos Cubilla   |     |

| 16 | POR | Eric Hughes Guevara        |         |  |
| 3  | DEF | Rolando Algandona          |         |  |
| 49 | DEF | Roderick Miller            |         |  |
|    | DEF | Wess Alberto Torres        |         |  |
| 15 | MED | Osvaldo González Long      | 61'     |  |
| 5  | MED | Manuel Torres              |         |  |
|    | MED | Amílcar James Sánchez      |         |  |
| 10 | DEL | Gabriel Arturo Torres      | 67'     |  |
| 19 | DEL | Johan A. De Ávila          |         |  |
| 25 | DEL | Amir Alberto Withe         |         |  |
| 0  | DEL | Roberto “Bombardero” Brown | Capitán |  |
| DT | DT  | Gary Stempel               |         |  |

| 13 | DEL | Carlos Martínez     | 72' |
| 6  | MED | Cristian Ameth Vega | 62' |
| 2  | DEF | Sergio Thompsom     | 79' |

| 22 | MED | Benigno Panezo                 | 67' |
| 18 | MED | Ricardo Oscar “Patón” Phillips | 61' |

|  | 45' | Marcos Aníbal Sánchez |

|  |

| Árbitro             | Bandera de Panamá |
| Árbitros asistentes | Bandera de Panamá |
| Árbitros asistentes | Bandera de Panamá |
| Cuarto árbitro      | Bandera de Panamá |

| 1  | POR | Varcan Sterling       |     |
| 8  | DEF | Leonel Parris         |     |
| 16 | DEF | Eduardo Dasent        |     |
| 3  | DEF | Luis Moreno           |     |
| 23 | MED | Jean McLean           |     |
| 15 | MED | Marcos Sánchez        |     |
| 19 | MED | Johan Melo            | 72' |
| 12 | MED | Juan de Dios Pérez    |     |
| 7  | MED | Alexander Moreno      | 62' |
| 9  | DEL | Luis Gabriel Rentería | 79' |
| 5  | DEL | Temistocles Pérez     |     |
| DT | DT  | Juan Carlos Cubilla   |     |

| 16 | POR | Eric Hughes Guevara        |         |  |
| 3  | DEF | Rolando Algandona          |         |  |
| 49 | DEF | Roderick Miller            |         |  |
|    | DEF | Wess Alberto Torres        |         |  |
| 15 | MED | Osvaldo González Long      | 61'     |  |
| 5  | MED | Manuel Torres              |         |  |
|    | MED | Amílcar James Sánchez      |         |  |
| 10 | DEL | Gabriel Arturo Torres      | 67'     |  |
| 19 | DEL | Johan A. De Ávila          |         |  |
| 25 | DEL | Amir Alberto Withe         |         |  |
| 0  | DEL | Roberto “Bombardero” Brown | Capitán |  |
| DT | DT  | Gary Stempel               |         |  |

| 13 | DEL | Carlos Martínez     | 72' |
| 6  | MED | Cristian Ameth Vega | 62' |
| 2  | DEF | Sergio Thompsom     | 79' |

| 22 | MED | Benigno Panezo                 | 67' |
| 18 | MED | Ricardo Oscar “Patón” Phillips | 61' |

|  | 45' | Marcos Aníbal Sánchez |

|  |

| Árbitro             | Bandera de Panamá |
| Árbitros asistentes | Bandera de Panamá |
| Árbitros asistentes | Bandera de Panamá |
| Cuarto árbitro      | Bandera de Panamá |

| Campeón de la LPF Apertura 2010: |
| -------------------------------- |
| Tauro FC 10.º Título             |

## Goleadores[24]
| Jugador           | Jugador          | Goles | Equipo                 |
| ----------------- | ---------------- | ----- | ---------------------- |
| Bandera de Panamá | Gabriel Ríos     | 8     | Atlético Chiriquí      |
| Bandera de Panamá | César Medina     | 6     | Alianza FC             |
| Bandera de Panamá | Eduameth Nimbley | 6     | Alianza FC             |
| Bandera de Panamá | Alberto Zapata   | 6     | Sporting San Miguelito |
| Bandera de Panamá | Julián Martínez  | 6     | tauro FC               |

## Clásicos Nacionales

### Super Clásico Nacional
| 12 de septiembre de 2010 | Tauro FC               | 2:0 | CD Plaza Amador | Luis Ernesto Tapia, Ciudad de Panamá |                              |
|                          | Renteria ?' · Pérez ?' |     |                 | Asistencia: 250 espectadores         | Asistencia: 250 espectadores |

| 12 de noviembre de 2010 | CD Plaza Amador | 1:2 | Tauro FC | Luis Ernesto Tapia, Ciudad de Panamá |  |

### Clásico del Pueblo
| 17 de septiembre de 2010 | CD Plaza Amador | 5:4 | Chorrillo FC | Estadio Javier Cruz, Ciudad de Panamá |  |

| 20 de diciembre de 2010 | Chorrillo FC | 1:2 | CD Plaza Amador | Estadio Javier Cruz, Ciudad de Panamá |  |

### El Clásico Interiorano
| 6 de agosto de 2010 | Atlético Veraguense | 1:0 | Atlético Chiriquí | Estadio Aristocles Castillo, Santiago de Veraguas |                              |
|                     | Martínez ?'         |     |                   | Asistencia: 400 espectadores                      | Asistencia: 400 espectadores |

| 9 de octubre de 2010 | Atlético Chiriquí | 2:4 | Atlético Veraguense | Estadio San Cristóbal, Ciudad de David |  |